# Daihatsu Costa
Daihatsu Costa — концепт-кар, разработанный в 2005 году японской компанией Daihatsu.

## Описание
Daihatsu Costa, разработанный в 2005 году в единственном экземпляре, дебютировал на Токийском автосалоне. По сути, Costa позиционируется, как городской автомобиль, предназначенный для поездки на пляж.
Масса Daihatsu Costa — 750 кг. Как и подобает машине для гольфа, автомобиль не имеет дверей.
Daihatsu Costa оснащён трёхцилиндровым двигателем объёмом 660 см3 с турбонаддувом.